# 小澤武
小澤 武（こざわ たけし、1906年（明治39年）6月23日 - 1985年（昭和60年）3月28日）は、日本の剣道家。段位は範士八段（全日本剣道連盟）。北辰一刀流剣術宗家（日本古武道協会認定）、新田宮流抜刀術継承者。

## 経歴
佐賀市生まれ。旧姓は中島。京都の大日本武徳会武道専門学校に入学し内藤高治に剣道を学ぶ。
1929年（昭和4年）、武道専門学校を卒業し、茨城県師範学校及び水戸商業高等学校の教諭に赴任。小澤家の婿養子となり、水戸東武館第4代館長を務める。1932年（昭和7年）、武道専門学校研究科を卒業。
1953年（昭和28年）、太平洋戦争中の水戸空襲で焼失した水戸東武館を再建。1966年（昭和41年）、茨城県剣道連盟会長に就任。剣道振興、青少年育成に尽力した。

## 段位称号
- 大日本武徳会剣道精錬証（1930年）
- 全日本剣道連盟剣道八段（1961年）
- 全日本剣道連盟剣道範士（1964年）

## 栄典
- 藍綬褒章（1972年）
- ブラジルコマンダル文化勲章（1978年）
- 茨城新聞社第15回いはらき賞（1978年）
- 日本古武道協会古武道功労者表彰（1981年）
- 正六位勲四等瑞宝章（1985年）